# Un destino de mujer
Un destino de mujer (The Farmer's Daughter) es una película de 1947 dirigida por H. C. Potter.

## Argumento
Katie Holstrom deja la casa de su padre, en Minnessota, para cursar estudios de enfermera en la capital. Se encarga de llevarla a su destino un pintor de vallas, amigo de la familia, que se emborracha durante el camino lo que propicia un accidente. Katie llega a la capital sin dinero y tiene que tomar un empleo circunstancial en casa de la señora Morley, cuyo hijo, Glen, es un congresista. Poco a poco, Katie se va ganando el afecto de todos y la animan a tomar partido en la lucha política. Vence a su oponente y su campaña va de manera inmejorable. Pero surge un problema, ya que aparece el pintor dispuesto a contar su viaje con Katie.
- Datos: Q262783